# Mercados preditivos
Mercados preditivos são mercados onde fazem-se apostas sobre prognósticos de eventos, como eleições, a evolução de uma bolsa de valores ou o volume de negócios de uma empresa. Não há necessidade de estabelecer uma amostra representativa, a despeito do que é feito em uma pesquisa estatística. O conjunto das apostas forma uma decisão coletiva que é às vezes aceita como mais precisa que uma pesquisa.
O primeiro desses mercados foi criado em 1988 pela universidade de Iowa que permitia aos estudantes fazer apostas sobre o vencedor das eleições estadunidenses. Seus resultados foram às vezes melhores que certas sondagens.

## Premissas
- Diversidade de opinião: Os indivíduos envolvidos devem ter formação e modelos mentais diversos. Pessoas que tratam um problema da mesma maneira, concordam em suas opiniões e têm os mesmos princípios levam a resultados tendenciosos. A não uniformidade é essencial para o funcionamento do Mercado Preditivo.

- Independência: As apostas não podem ser feitas em grupos. Além disso, as opiniões individuais não devem ser influenciadas e/ou influenciar os demais participantes do Mercado. Os apostadores podem debater sobre o assunto, porém se compartilharem todas suas idéias e informações, muitos serão influenciados a trocar de opinião. Assim, as informações geradas no Mercado Preditivo serão o reflexo da opinião de poucos. O não cumprimento dessa regra influencia diretamente a primeira premissa abordada e também inviabiliza as análises dos dados.

- Descentralização: É necessário que os apostadores sejam de diferentes lugares e também que sejam incentivados a utilizar os conhecimentos acessíveis localmente. Estudos demonstram que, quanto mais próximas as pessoas se situam fisicamente, mais correlacionadas são as opiniões. Por exemplo, colaboradores de um determinado andar de um prédio de uma empresa tendem a ter mais afinidade de opiniões do que colaboradores de diferentes andares de um mesmo prédio, de diferentes prédios ou de diferentes pólos industriais.

- Agregação: Um bom mecanismo para agregar as opiniões é fundamental. A utilização de um site ou portal consistente para permitir que pessoas de qualquer lugar do mundo acompanhem e participem do mercado de apostas é de extrema importância.

- Apostas: Os apostadores devem estar motivados a participar e devem ter a possibilidade efetiva de ganhar ou perder. Essa incerteza é justamente a responsável por “calibrar” a opinião das pessoas através de suas apostas.